# عملیات والفجر ۷

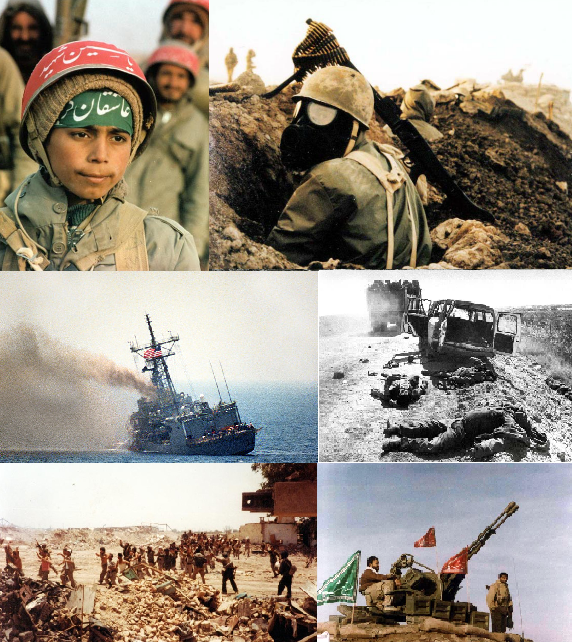
جنگ ایران-عراق

عملیات والفجر ۷ نام عملیاتی در جنگ ایران-عراق است که پیش از شروعِ آن، متوقف گردید. رمز این عملیات «یازهرا» بود و مناطق عملیاتیِ مدنظرِ آن، شامل چذابه (۱۱۰ کیلومتری شمال غرب اهواز) و چیلات (دهلران) بود. عملیات والفجر ۷ قرار بود در سال ۱۳۶۳ در منطقه زید و کوشک که در موقعیت جغرافیایی شمال ایستگاه حسینیه واقع شده بود، اجرا شود، اما به سبب وضعیت منطقهٔ مذکور و استحکاماتِ نیروهای عراقی و همچنین با توجه به اینکه نیروهای عراقی آب را در آن مناطق رها نمودند، اجرای آن میسر نشد، و به نوعی این عملیات اجرا نشده، به پایان رسید.
فیروز احمدی فرمانده دیده‌بانان «گردان بریر (ادوات)» تیپ ۱۰ «حضرت سیدالشهدا (ع)» و تیپ ۱۱۰ «خاتم (ص)» اشاره می‌کند که کشته شدن یک دیده‌بان (بنام هادی) عامل جرقه عملیات والفجر ۷ گردیده بود، و همچنین بیان داشت.
... عملیات والفجر ۷ با وجود آنکه مورد پیش‌بینیِ تقویم عملیات‌های جنگ ایران و عراق قرار گرفته بود، لکن انجام نشد، و بعد از عملیات والفجر ۶، والفجر ۸ (نبرد اول فاو) صورت گرفت.